# Phreatia crinonioides
Phreatia crinonioides är en orkidéart som beskrevs av Rudolf Schlechter. Phreatia crinonioides ingår i släktet Phreatia och familjen orkidéer. Inga underarter finns listade i Catalogue of Life.